# Прапор Герцаївського району
Пра́пор Герца́ївського райо́ну — офіційний символ Герцаївського району Чернівецької області, затверджений 13 березня 2013 року рішенням № 12-14/13 14 сесії Герцаївської районної ради 6 скликання.

## Опис
Прапор являє собою прямокутне полотнище зі співвідношенням сторін 2:3, розділене вертикально на три смуги — червону (біля древка), синю й зелену (1:2:1). На середній смузі розміщено малий герб району в жовтій облямівці з шириною, що становить 4% від висоти герба (без облямівки).
Сам герб виглядає як прямокутний щит, що має співвідношення сторін 5:6 із закругленням внизу, напівперетятий і розтятий на три поля. У першому полі розташовано срібний кадуцей у стовп із зміями, у другому знаходиться дерев'яний музичний інструмент — най, а у третьому — дзвіниця з православним хрестом зверху.

## Символіка
Кольори полів прапора повторюють кольори полів герба району. Символіка кольорів складає девіз району — «Мужність, вірність і постійність».
- Червоний колір на прапорі символізує працю, мужність і життєдайну силу, красу і свято.
- Синій колір геральдично означає вірність i чесність.
- Зелений колір — символ багатства, знатності та постійності.

## Інші версії
Джерело наводить інший варіант прапора, де останнє поле та поле з музичним інструментом мають жовтий колір, а сам най зображено червоним. Іншими відмінностями є кольори дзвіниці та змій. Також герб має корону, складену із листя дуба і бука, які опираються на таку ж основу.
Висота герба з короною становить 78% від висоти прапора, висота корони становить 20% від висоти прапора. Відстань від верхнього краю прапора до корони становить 5% від висоти прапора. Відстань від нижнього краю прапора до нижнього краю гербового щита з облямівкою становить 17% від висоти прапора.